# Vottignasco
Vottignasco (piemontiul: Votignasch) település Olaszországban, Piemont régióban, Cuneo megyében. Lakosainak száma 491 fő (2023. január 1.). Vottignasco Savigliano és Villafalletto községekkel határos.

## Népesség
A település lakossága az elmúlt években az alábbi módon változott:
| Lakosok száma | 538  | 524  | 491  |
|               | 2017 | 2018 | 2023 |